# Tòa án nhân dân (Việt Nam)
Tòa án nhân dân Việt Nam là cơ quan xét xử của quyền lực nhà nước Việt Nam, thực hiện quyền tư pháp, gồm năm cấp: Tòa án nhân dân tối cao; các Tòa án nhân dân cấp cao; các Tòa án nhân dân tỉnh, thành phố trực thuộc trung ương; các Tòa án nhân dân huyện, quận, thị xã, thành phố thuộc tỉnh 
và tương đương; các Toà án quân sự.. Từ năm 2025 hệ thống tòa án nhân dân được tinh gọn và sắp xếp lại theo 3 cấp như sau:
- Tòa án nhân dân tối cao: trực thuộc Trung ương, là tòa án nhân dân cấp cao nhất trong hệ thống luật pháp.
- Tòa án nhân dân cấp tỉnh: trực thuộc tỉnh và thành phố trực thuộc trung ương
- Tòa án nhân dân khu vực: trực thuộc xã, phường và đặc khu

Ngoài ra còn có Tòa án Quân sự các cấp hoạt động riêng biệt với hệ thống tòa án nhân dân.

## Tòa án nhân dân tối cao
Xem bài chính: Tòa án nhân dân tối cao Việt Nam
Theo Luật Tổ chức Tòa án nhân dân, Tòa án nhân dân tối cao không thực hiện nhiệm vụ xét xử phúc thẩm mà chỉ thực hiện nhiệm vụ giám đốc việc xét xử của các Tòa án khác. Tòa này xét xử giám đốc thẩm, tái thẩm bằng Hội đồng xét xử gồm 5 Thẩm phán hoặc Hội đồng toàn thể Thẩm phán Tòa án nhân dân tối cao. Khoản 4 Điều 22 của Luật Tổ chức Tòa án nhân dân quy định: "Quyết định giám đốc thẩm, tái thẩm của Hội đồng Thẩm phán Toà án nhân dân tối cao là quyết định cao nhất, không bị kháng nghị".
Nhiệm kỳ của Tòa án nhân dân tối cao là 5 năm và cơ cấu tổ chức của Tòa án nhân dân tối cao gồm có: 
- Hội đồng Thẩm phán, gồm Chánh án Tòa án nhân dân tối cao, các Phó Chánh án Tòa án nhân dân tối cao và một số Thẩm phán Tòa án nhân dân tối cao do Ủy ban thường vụ Quốc hội quyết định theo đề nghị của Chánh án Tòa án nhân dân tối cao. Tổng số không được quá 17 người.
- Tòa án Quân sự Trung ương
- Tòa hình sự, Tòa dân sự, Tòa kinh tế, Tòa lao động, Tòa hành chính
- Các Tòa phúc thẩm Tối cao tại Hà Nội, Đà Nẵng và TP Hồ Chí Minh. Trong trường hợp cần thiết, ủy ban thường vụ Quốc hội quyết định thành lập các Tòa chuyên trách khác theo đề nghị của Chánh án Tòa án nhân dân tối cao;
- Bộ máy giúp việc gồm: Ban Thanh tra, Ban Thư ký, Vụ tổ chức

Thẩm phán Tòa án nhân dân tối cao hiện nay là ông Nguyễn Hồng Nam.

## Tòa án nhân dân cấp cao
Tòa án nhân dân cấp cao (còn gọi là tòa thượng thẩm) có nhiệm vụ xét xử phúc thẩm các bản án, quyết định sơ thẩm của Tòa án nhân dân tỉnh, thành phố trực thuộc trung ương chưa có hiệu lực pháp luật bị kháng cáo, kháng nghị; giám đốc thẩm, tái thẩm các bản án, quyết định của Toà án thuộc phạm vi thẩm quyền theo lãnh thổ đã có hiệu lực pháp luật nhưng bị kháng nghị bằng Hội đồng 3 Thẩm phán hoặc Hội đồng toàn thể Uỷ ban Thẩm phán Tòa án nhân dân cấp cao.
- Tòa án nhân dân cấp cao tại Hà Nội
- Tòa án nhân dân cấp cao tại Thành phố Hồ Chí Minh
- Tòa án nhân dân cấp cao tại Đà Nẵng

Từ năm 2025 theo kế hoạch tinh gọn bộ máy của Đảng Cộng sản và Nhà nước, thì Tòa án Nhân dân Cấp cao đã kết thúc hoạt động.

## Tòa án nhân dân địa phương

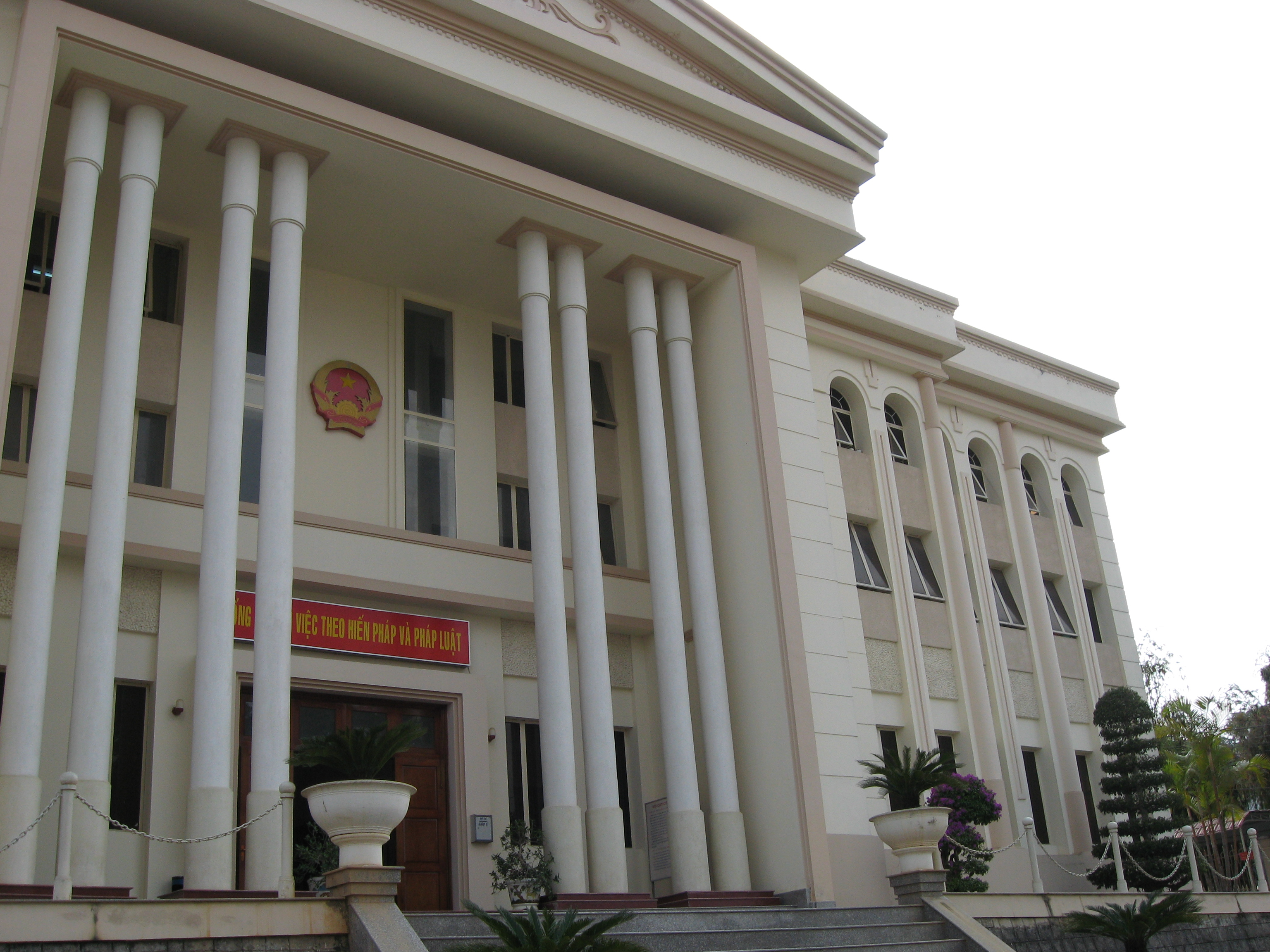
Trụ sở Tòa án nhân dân tỉnh Lâm Đồng tại thành phố Đà Lạt.

Hiện nay Bộ Tư pháp không còn quản lý Tòa án nhân dân địa phương về mặt tổ chức
vì theo Quyết định số 142/QĐ-QLTA ngày 21/3/1994 ban hành Quy định về việc uỷ quyền cho Chánh án Toà án nhân dân tỉnh, thành phố trực thuộc Trung ương thực hiện công tác quản lý về mặt tổ chức đối với Toà án nhân dân tỉnh, thành phố trực thuộc Trung ương

### Tòa án nhân dân cấp tỉnh

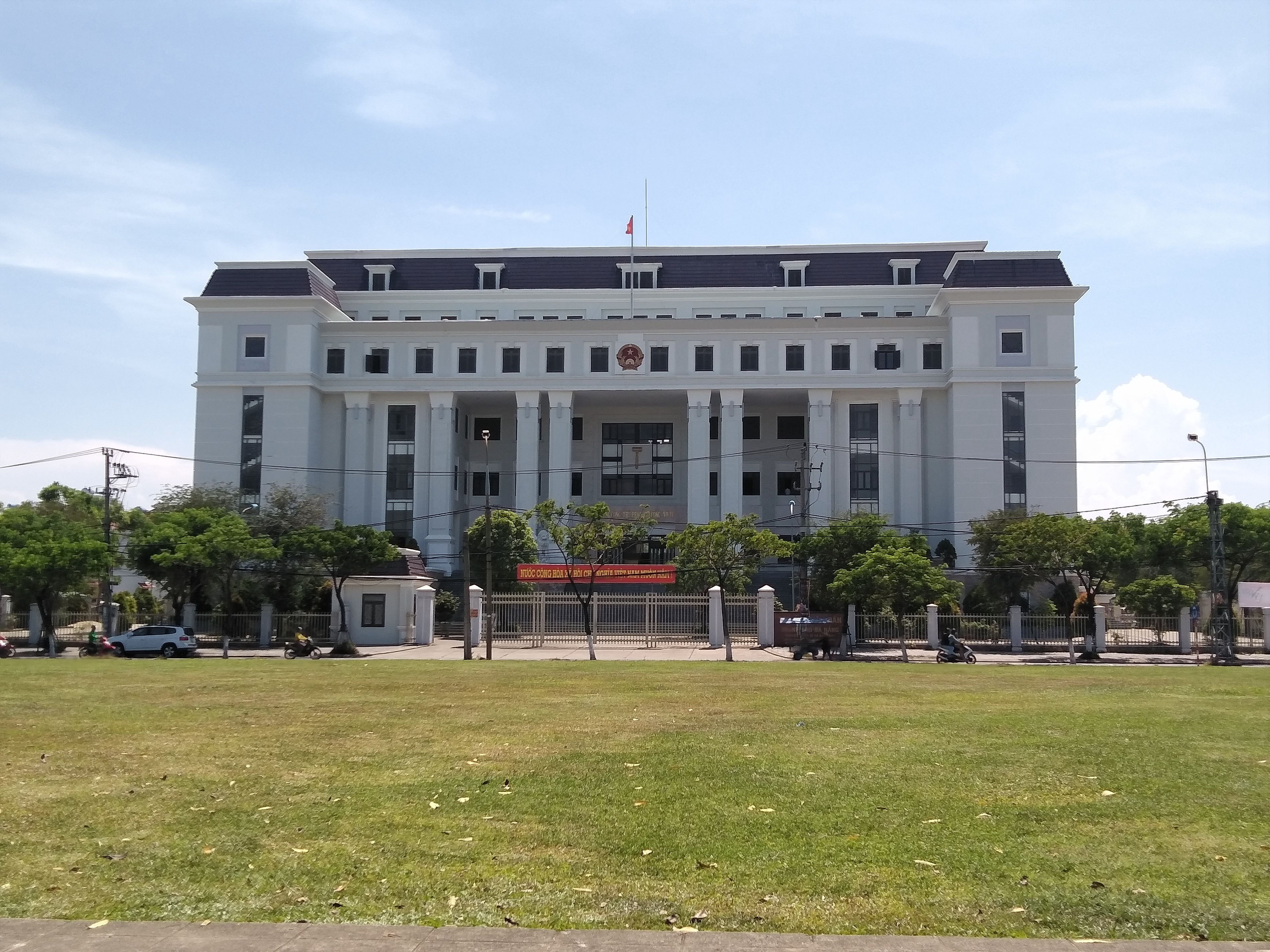
Tòa án nhân dân Tp Đà Nẵng

Tổ chức của Toà án nhân dân tỉnh, thành phố trực thuộc trung ương gồm:
- Ủy ban Thẩm phán
- Toà hình sự, Toà dân sự, Toà kinh tế, Toà lao động, Toà hành chính, Tòa gia đình và người chưa thành niên
- Trong trường hợp cần thiết Uỷ ban thường vụ Quốc hội quyết định thành lập các Toà chuyên trách khác theo đề nghị của Chánh án Toà án nhân dân tối cao
- Bộ máy giúp việc gồm: Ban Thanh tra, Ban Thư ký, Vụ Tổ chức

Tòa án nhân dân cấp tỉnh gồm có: Chánh án, các Phó Chánh án, Thẩm phán, Hội thẩm nhân dân và Thư ký Toà án. Chánh án cấp tỉnh do Chánh án Tòa án nhân dân tối cao bổ nhiệm sau khi có sự thống nhất với Thường trực Hội đồng nhân dân cấp tỉnh.

### Tòa án nhân dân cấp huyện
Toà án nhân dân huyện, quận, thị xã, thành phố thuộc tỉnh và tương đương có Chánh án, một hoặc hai Phó Chánh án, Thẩm phán, Hội thẩm nhân dân, Thư ký Toà án.
Chánh án Tòa án nhân dân huyện, quận, thị xã, thành phố thuộc tỉnh do Chánh án Tòa án nhân dân tối cao bổ nhiệm sau khi có sự thống nhất với Thường trực Hội đồng nhân dân huyện, quận, thị xã.

## Chế độ và nguyên tắc xét xử
Toà án thực hiện chế độ hai cấp xét xử.
- Xét sử sơ thẩm
- Xét xử phúc thẩm

Đối với bản án, quyết định của Toà án đã có hiệu lực pháp luật mà phát hiện có vi phạm pháp luật hoặc có tình tiết mới thì được xem xét lại theo trình tự giám đốc thẩm hoặc tái thẩm do pháp luật tố tụng quy định.
Nguyên tắc xét xử
- Có hội thẩm tham gia
- Thẩm phán và Hội thẩm độc lập và chỉ tuân theo pháp luật
- Toà án xét xử tập thể và quyết định theo đa số.
- Toà án xét xử công khai, (trừ trường hợp cần xét xử kín)
- Toà án xét xử theo nguyên tắc mọi công dân đều bình đẳng trước pháp luật
- Toà án bảo đảm quyền bào chữa của bị cáo, quyền bảo vệ quyền và lợi ích hợp pháp của đương sự.
- Toà án bảo đảm cho những người tham gia tố tụng quyền dùng tiếng nói, chữ viết của dân tộc mình trước Toà án.

## Sách tham khảo
- Giáo trình lý luận Nhà nước và Pháp luật, Trường Đại học Luật Hà Nội, Nhà xuất bản Công an nhân dân, Hà Nội, năm 2008
- Giáo trình Lý luận Nhà nước và Pháp luật, Trường Đại học Luật Hà Nội, Nhà xuất bản Công an nhân dân, Hà Nội, năm 2003
- Giáo trình lịch sử Nhà nước và pháp luật Việt Nam, Trường Đại học Luật Hà Nội, Nhà xuất bản Công an nhân dân, Hà Nội năm 2003
- Giáo trình Lịch sử Nhà nước và Pháp luật thế giới, Trường Đại học Luật Hà Nội, Nhà xuất bản Công an nhân dân, Hà Nội năm 2003
- Giáo trình Luật Hiến pháp Việt Nam, Trường Đại học Luật Hà Nội, Nhà Xuất bản Công an nhân dân, Hà Nội, năm 2004
- Giáo trình Luật Hiến pháp nước ngoài, Trường Đại học Luật Hà Nội, Nhà Xuất bản Công an nhân dân, Hà Nội, năm 1999
- Giáo trình Luật Hành chính Việt Nam, Trường Đại học Luật Hà Nội, Nhà xuất bản Công an nhân dân, Hà Nội năm 2004
- Giáo trình Luật Hành chính Việt Nam, Trường Đại học Luật Hà Nội, Nhà xuất bản Công an nhân dân, Hà Nội, năm 2006
- Giáo trình Luật Hành chính Việt Nam, Nguyễn Cửu Việt, Nhà xuất bản Chính trị quốc gia - Sự thật, Hà Nội, năm 2008